# Stiniva 2
Stiniva 2 je majhen nenaseljen otoček v Jadranskem morju. Pripada Hrvaški. Nahaja se ob severni obali otoka Korčule, približno 70 m od obale, severno od Vele Luke. V istem zalivu je otoček Stiniva 1.
Površina otočka je 1408 m²; dviga se do 2 m nad morje.